# Valéria Pires Franco
Valéria Vinagre Pires Franco (Belém, 9 de setembro de 1969), é uma jornalista, corretora de imóveis e política brasileira. Foi vice-governadora do Estado do Pará, de 2003 a 2007. É casada com o também político Vic Pires Franco.

## Biografia
Apresentou os telejornais da TV Liberal durante as décadas de 80 e 90 ao lado de seu marido. Filiada ao então PFL, foi eleita vice-Governadora do Pará em 2002, na chapa de Simão Jatene. Em 2006, formou novamente a chapa de vice governadora junto a Almir Gabriel, já estando filiada ao PSDB. A chapa, porém foi derrotada em segundo turno.
Regressou, em 2007, a seu partido original (agora com o novo nome, DEM): candidatando-se à Prefeitura de Bélem no ano seguinte, chegando a aparecer em segundo lugar em todas as pesquisas e em primeiro em algumas, mas por fim, acabou sendo ultrapassada por José Priante (PMDB) e Mário Cardoso (PT), terminando em quarto lugar na disputa com 13,34% dos votos válidos.

## Eleição 2008
Em coligação apenas com o PSDB, os dois partidos lançaram seu nome para prefeita, o de Paulo Chaves Fernandes para vice e uma chapa proporcional una para a Câmara Municipal. Sua campanha em 2008 teve traços fortes e, talvez por isso mesmo, dificilmente conseguiria intercambiar (receber ou oferecer) apoio eleitoral com outros candidatos em um provável segundo turno: pregava uma dura oposição tanto ao governo petista da governadora Ana Júlia Carepa, como sempre pregou contra o PT, quanto ao governo petebista do então prefeito, Duciomar Gomes da Costa - havendo ajudado a eleger este último, quatro anos antes.
Valéria e Duciomar, saídos das mesmas coligações até a eleição anterior, passaram a protagonizar uma situação matematicamente interessante: ao longo das pesquisas de opinião, os percentuais de ambos somavam, aproximadamente, 50% das intenções de voto: quando um subia um pouco, outro descia um valor quase igual. Chegaram a ter percentuais bem parecidos, havendo ela ultrapassando-o em poucas, até que, próximo do fim, o prefeito foi abrindo maiores vantagens. Duciomar encerrou o primeiro turno com com 35,15% dos votos e Valéria com 13,34%, somando 48,49%: denotando, portanto, que o nicho eleitoral de ambos era parecido e que teria sido pouco cabível Valéria haver figurado como oposição.
No segundo turno, o DEM ficou oficialmente fora dos campos de apoio: O PSDB também, com o diferencial de haver parcialmente apoiado a reeleição de Duciomar - candidato que teve sua vitória definida justamente em função do apoio tucano quatro anos antes, quando os peessedebistas detinham grande estrutura política, frente à administração estadual.

## Desempenho eleitoral
| Ano  | Eleição            | Cargo            | Partido | Partido | Coligação                                                                                 | Titulares e Vices             | Votos para Valéria | Votos para Valéria | Votos para Valéria | Votos para Valéria | Resultado     | Ref   |
| Ano  | Eleição            | Cargo            | Partido | Partido | Coligação                                                                                 | Titulares e Vices             | T.                 | Total              | %                  | P.                 | Resultado     | Ref   |
| ---- | ------------------ | ---------------- | ------- | ------- | ----------------------------------------------------------------------------------------- | ----------------------------- | ------------------ | ------------------ | ------------------ | ------------------ | ------------- | ----- |
| 2002 | Estaduais do Pará  | Vice-governadora |         | PFL     | União Pelo Pará (PSDB, PFL, PSD, PPB, PV, PST, PRP, PTdoB, PRTB, PRONA, PSDC)             | Titular: Simão Jatene (PSDB)  | 1.º                | 863.780            | 34,43%             | 1.ª                | Segundo Turno | [ 4 ] |
| 2002 | Estaduais do Pará  | Vice-governadora | 2.º     | PFL     | União Pelo Pará (PSDB, PFL, PSD, PPB, PV, PST, PRP, PTdoB, PRTB, PRONA, PSDC)             | Titular: Simão Jatene (PSDB)  | 1.291.082          | 51,72%             | 1.ª                | Eleita             | [ 5 ]         |       |
| 2006 | Estaduais do Pará  | Vice-governadora |         | PSDB    | União Pelo Pará (PSDB, PFL, PP, PSC, PTB, PMN, PL, PRTB, PAN, PHS, PTC, PV, PRONA, PTdoB) | Titular: Almir Gabriel (PSDB) | 1.º                | 1.370.272          | 43,83%             | 1.ª                | Segundo Turno | [ 6 ] |
| 2006 | Estaduais do Pará  | Vice-governadora | 2.º     | PSDB    | União Pelo Pará (PSDB, PFL, PP, PSC, PTB, PMN, PL, PRTB, PAN, PHS, PTC, PV, PRONA, PTdoB) | Titular: Almir Gabriel (PSDB) | 1.373.474          | 45,07%             | 2.ª                | Não Eleita         | [ 7 ]         |       |
| 2008 | Municipal de Belém | Prefeita         |         | DEM     | Pra Belém ficar pai d’égua (DEM, PSDB)                                                    | Vice: Paulo Chaves (PSDB)     | 1.º                | 96.954             | 13,34%             | 4.ª                | Não Eleita    | [ 8 ] |